# ناحية دجلة
ناحية دجلة هي ناحية ضمن قضاء سامراء في محافظة صلاح الدين، أُسّست الناحية في عام 1976 التي مركزها قرية مكيشيفة، تحتوي الناحية على 10 مقاطعات زراعية، تقع على الطريق الرابط بين مدينة سامراء ومدينة تكريت. استحدثت الناحية في عام 2002.